# Gouvernement Davutoğlu II
Pour les articles homonymes, voir Gouvernement Davutoğlu.
Davutoğlu I Davutoğlu III
Le gouvernement Davutoğlu II (officiellement Conseil des ministres provisoire, en turc Geçici Bakanlar Kurulu) est le gouvernement intérimaire de la république de Turquie qui suit le gouvernement Davutoğlu I. Ahmet Davutoğlu occupe le poste de Premier ministre comme lors du gouvernement précédent. Il est officiellement compté comme le 63e gouvernement de la république de Turquie.

## Coalition et historique

### Impossibilité de former un gouvernement
Après les élections législatives de 2015, la Grande Assemblée nationale de Turquie est constituée d'une législature ne comportant pas de groupe parlementaire disposant d'une majorité absolue, une première depuis 2002. À partir de la proclamation des résultats le 9 juin 2015 et la démission du gouvernement Davutoğlu I, la Constitution de 1982 laisse une période de 45 jours au Parlement pour lui permettre de constituer un gouvernement.
Malgré des négociations entre l'AKP et le Parti d'action nationaliste (MHP), le président Recep Tayyip Erdoğan constate l'échec des tractations entre les groupes parlementaires dans leur constitution du futur gouvernement, dissout la Grande Assemblée nationale de Turquie, convoque des élections anticipées pour novembre 2015 et nomme par décret Ahmet Davutoğlu comme chef du gouvernement provisoire défini par l’article 114 de la Constitution.
Ce gouvernement est le premier à compter dans ses rangs des personnalités du Parti démocratique des peuples (HDP), donc aussi le premier où siège une formation politique défendant les intérêts kurdes et la résolution politique du conflit kurde en Turquie, ainsi que les droits LGBT,. Il ne s'agit cependant pas d’un gouvernement de coalition puisqu'il ne repose pas sur un accord des groupes parlementaires. Présenté comme le 63e gouvernement de la république de Turquie par la presse dès sa nomination,,, un flou a subsisté sur son intégration dans la numérotation traditionnelle Journal officiel jusqu'à sa dissolution.
La formation de ce gouvernement a été réalisée dans un contexte d'extrême tension en raison de l'aggravation des attaques entre l'armée turque et le PKK et le conflit syrien. Le chef du principal parti d’opposition, Kemal Kılıçdaroğlu (CHP), a qualifié la situation, inédite depuis le coup d'État militaire de 1980, de « coup d'État civil ».

### Formation
Ce type de gouvernement est défini dans l'article 114 de la Constitution turque de 1982, dans l'éventualité où il n'y a pas de gouvernement pleinement en poste (Ahmet Davutoğlu a remis au président Recep Tayyip Erdoğan la démission de son gouvernement le 9 juin 2015) pour assurer la tenue d'élections générales (ici les législatives anticipées de novembre 2015). Il s'agit de la seule situation permettant la constitution d’un gouvernement sans que l'avis de la Grande Assemblée nationale ne soit sollicité, alors que la Turquie est dotée d'un régime parlementaire.
La constitution d’un gouvernement provisoire est partagée entre le président de la République (qui nomme par décret le Premier ministre) et le président de la Grande Assemblée nationale de Turquie. Ce dernier détermine pour chaque groupe parlementaire représenté à l'Assemblée un nombre de ministère à occuper, à l'exception des ministères de l'Intérieur, de la Justice, et des Communications qui doivent être occupés, en période électorale, par des personnalités indépendantes des partis politiques.
Le gouvernement provisoire est accepté par le président de la République puis sa composition paraît au Journal officiel de la république de Turquie.

### Répartition des portefeuilles
L'article 114 de la Constitution définit la répartition des portefeuilles ministériels, qui doit se faire au prorata des sièges occupés par les groupes parlementaires à la Grande Assemblée nationale de Turquie. Les invitations faites par le président de l'Assemblée sont faites nominativement à des députés, ils leur revient d'accepter ou non le portefeuille. En cas de refus le portefeuille est confié à un député ou à une personnalité extérieure à l'Assemblée, tant qu'elle ne relève d'aucun parti politique.

#### Ministres issus de l'Assemblée
| Parti de la justice et du développement (AKP) sièges : 258 portefeuilles ministériels: 11 (+ Premier ministre) | Parti de la justice et du développement (AKP) sièges : 258 portefeuilles ministériels: 11 (+ Premier ministre) | Parti de la justice et du développement (AKP) sièges : 258 portefeuilles ministériels: 11 (+ Premier ministre) |
| Invité | Invité | Réponse |
| --- | --- | --- |
| | Cevdet Yılmaz                                                                                                  | Accepte |
| | Yalçın Akdoğan                                                                                                 | Accepte |
| | Numan Kurtulmuş                                                                                                | Accepte |
| | Mehmet Şimşek                                                                                                  | Accepte |
| | Mehmet Müezzinoğlu                                                                                             | Accepte |
| | Nabi Avcı | Accepte |
| | Fikri Işık | Accepte |
| | İdris Güllüce                                                                                                  | Accepte |
| | Nihat Zeybekci                                                                                                 | Accepte |
| | Akif Çağatay Kılıç                                                                                             | Accepte |
| | Veysel Eroğlu                                                                                                  | Accepte |
| Avis du parti                                                                                                  | Avis du parti                                                                                                  | Accepte |

| Parti républicain du peuple (CHP) sièges : 131 portefeuilles ministériels : 5 | Parti républicain du peuple (CHP) sièges : 131 portefeuilles ministériels : 5 | Parti républicain du peuple (CHP) sièges : 131 portefeuilles ministériels : 5 |
| Invité                                                                        | Invité                                                                        | Réponse                                                                       |
| ----------------------------------------------------------------------------- | ----------------------------------------------------------------------------- | ----------------------------------------------------------------------------- |
|                                                                               | Deniz Baykal                                                                  | Refuse                                                                        |
|                                                                               | Erdoğan Toprak                                                                | Refuse                                                                        |
|                                                                               | Gülsün Bilgehan                                                               | Refuse                                                                        |
|                                                                               | Tekin Bingöl                                                                  | Refuse                                                                        |
|                                                                               | İlhan Kesici                                                                  | Refuse                                                                        |
| Avis du parti                                                                 | Avis du parti                                                                 | Refuse                                                                        |

| Parti d'action nationaliste (MHP) sièges : 80 portefeuilles ministériels : 3 | Parti d'action nationaliste (MHP) sièges : 80 portefeuilles ministériels : 3 | Parti d'action nationaliste (MHP) sièges : 80 portefeuilles ministériels : 3 |
| Invité                                                                       | Invité                                                                       | Réponse                                                                      |
| ---------------------------------------------------------------------------- | ---------------------------------------------------------------------------- | ---------------------------------------------------------------------------- |
|                                                                              | Tuğrul Türkeş                                                                | Accepte                                                                      |
|                                                                              | Meral Akşener                                                                | Refuse                                                                       |
|                                                                              | Kenan Tanrıkulu                                                              | Refuse                                                                       |
| Avis du parti                                                                | Avis du parti                                                                | Refuse                                                                       |

| Parti démocratique des peuples (HDP) sièges : 80 portefeuilles ministériels: 3 | Parti démocratique des peuples (HDP) sièges : 80 portefeuilles ministériels: 3 | Parti démocratique des peuples (HDP) sièges : 80 portefeuilles ministériels: 3 |
| Invité                                                                         | Invité                                                                         | Réponse                                                                        |
| ------------------------------------------------------------------------------ | ------------------------------------------------------------------------------ | ------------------------------------------------------------------------------ |
|                                                                                | Ali Haydar Konca                                                               | Accepte                                                                        |
|                                                                                | Levent Tüzel                                                                   | Refuse                                                                         |
|                                                                                | Müslüm Doğan                                                                   | Accepte                                                                        |
| Avis du parti                                                                  | Avis du parti                                                                  | Accepte                                                                        |

Les invitations étant faites à titre nominatif, le MHP n'a pas pu s'opposer à l'entrée de Tuğrul Türkeş au gouvernement, malgré les critiques venues de sa formation politique d’origine.

#### Personnalités indépendantes
En plus des trois ministères occupés par des indépendants en période électorale (l'Intérieur, la Justice et la Communication), les huit portefeuilles refusés par des députés du CHP, du MHP et du HDP reviennent à des indépendants, ce qui fait un total de onze. L'Assemblée ne comptant qu'un seul indépendant (İhsan Özkes, ex-CHP, non choisi), il s'agit de non-députés, ou d'ex-députés ayant perdu leur siège aux législatives de juin.
| Indépendants portefeuilles ministériels: 11 | Indépendants portefeuilles ministériels: 11 | Indépendants portefeuilles ministériels: 11 |
| Invité                                      | Invité                                      | Origine |
| ------------------------------------------- | ------------------------------------------- | --- |
|                                             | Feridun Sinirlioğlu                         | Diplomate, ancien ambassadeur de Turquie à Tel Aviv, sous-secrétaire d’État au ministère des Affaires étrangères à partir de 2009 (gouvernements Erdoğan II, Erdoğan III et Davutoğlu I), |
|                                             | Selami Altınok                              | Ancien préfet d'Aksaray, responsable de la direction de la sûreté générale d’Istanbul, proche du préfet d’Istanbul Hüseyin Avnı Mutlu, |
|                                             | Kenan İpek                                  | Magistrat, ministre de la Justice du gouvernement Davutoğlu I à partir du 7 mars 2015, |
|                                             | Ali Rıza Alaboyun                           | Ancien député AKP d'Aksaray de la 24e législature (2011-2015) |
|                                             | Kutbettin Arzu                              | Ancien député AKP de Diyarbakır de la 23e législature (2007-2011) |
|                                             | Yalçın Topçu                                | Ancien président du Parti de la grande unité du 25 mai 2009 au 3 février 2014, |
|                                             | Vecdi Gönül                                 | Directeur de la sûreté générale nationale (1977-1978), préfet d’Ankara (1979-1980), préfet d’Izmir (1984-1988), ancien député FP puis AKP de Kocaeli (21e, 22e législature), d'Izmir (23e législature) et d’Ankara (24e législature), ministre de la Défense des gouvernements Gül, Erdoğan I et Erdoğan II |
|                                             | Ahmet Erdem                                 | Sous-secrétaire d'État au ministère du Travail et de la Sécurité sociale (de 2007 à 2009 et à partir de 2014), |
|                                             | Feridun Bilgin                              | Sous-secrétaire d’État au ministère des Transports, de la Marine et des Communications (de 2014 à 2015) |
|                                             | Ayşen Gürcan                                | Universitaire (chargée d'enseignement en sciences de l’éducation à l'Université de la Chambre de commerce d’Istanbul), réputée proche des milieux islamistes, |
|                                             | Cenap Aşçı                                  | Ancien inspecteur des douanes, chef de la direction générales des douanes à partir de 2013 |

### Évolutions
Tuğrul Türkeş, député du Parti d'action nationaliste (MHP), a accepté un portefeuille ministériel alors que la direction de son parti avait refusé d'entrer dans le gouvernement provisoire. Le conseil de discipline du MHP vote l'exclusion de Türkeş le 5 septembre 2015,,.
Le 22 septembre 2015 les deux ministres Parti démocratique des peuples (HDP) Ali Haydar Konca et Müslüm Doğan démissionnent du gouvernement. Ils sont remplacés le jour même par Beril Dedeoğlu (Affaires européennes) et Cüneyd Düzyol (Développement).

### Succession
Le 1er novembre 2015, l'AKP remporte la majorité absolue aux élections législatives anticipées. Le 17 novembre 2015, Davutoğlu est chargé de former un nouveau gouvernement, qu'il forme le 24 novembre.

## Composition
La composition du conseil des ministres est la suivante,, :

### Initiale (28 août 2015)
- Les nouveaux ministres sont indiqués en gras, ceux ayant changé d'attributions en italique.

| Fonction | Titulaire | Titulaire           | Parti                |
| --- | --------- | ------------------- | -------------------- |
| Premier ministre |           | Ahmet Davutoğlu     | AKP                  |
| Vice-Premier ministre Responsable du monde turc                                                                      |           | Tuğrul Türkeş       | MHP puis Indépendant |
| Vice-Premier ministre Chargé de l'Économie, des Affaires bancaires et des Finances publiques                         |           | Cevdet Yılmaz       | AKP                  |
| Vice-Premier ministre Porte-parole du gouvernement Chargé des Institutions et de la Radio-télévision de Turquie      |           | Yalçın Akdoğan      | AKP                  |
| Vice-Premier ministre Chargé de la Lutte contre le terrorisme, des Droits de l'Homme et des Affaires nord-chypriotes |           | Numan Kurtulmuş     | AKP                  |
| Ministre des Affaires étrangères                                                                                     |           | Feridun Sinirlioğlu | Indépendant          |
| Ministre de l'Intérieur                                                                                              |           | Selami Altınok      | Indépendant          |
| Ministre des Finances                                                                                                |           | Mehmet Şimşek       | AKP                  |
| Ministre de la Justice                                                                                               |           | Kenan İpek          | Indépendant          |
| Ministre de l'Énergie et des Ressources naturelles                                                                   |           | Ali Rıza Alaboyun   | Indépendant          |
| Ministre de l'Alimentation, de l'Agriculture et de l'Élevage                                                         |           | Kudbettin Arzu      | Indépendant          |
| Ministre de la Culture et du Tourisme                                                                                |           | Yalçın Topçu        | Indépendant          |
| Ministre de la Santé                                                                                                 |           | Mehmet Müezzinoğlu  | AKP                  |
| Ministre de l'Éducation nationale                                                                                    |           | Nabi Avcı           | AKP                  |
| Ministre de la Défense nationale                                                                                     |           | Vecdi Gönül         | Indépendant          |
| Ministre de la Science, de l'Industrie et de la Technologie                                                          |           | Fikri Işık          | AKP                  |
| Ministre du Travail et de la Sécurité sociale                                                                        |           | Ahmet Erdem         | Indépendant          |
| Ministre des Transports, de la Mer et des Communications                                                             |           | Feridun Bilgin      | Indépendant          |
| Ministre de l'Environnement et de l'Urbanisme                                                                        |           | İdris Güllüce       | AKP                  |
| Ministre de la Famille et de la Politique sociale                                                                    |           | Ayşen Gürcan        | Indépendant          |
| Ministre des Affaires de l'Union européenne                                                                          |           | Ali Haydar Konca    | HDP                  |
| Ministre de l'Économie                                                                                               |           | Nihat Zeybekci      | AKP                  |
| Ministre de la Jeunesse et des Sports                                                                                |           | Akif Çağatay Kılıç  | AKP                  |
| Ministre du Développement                                                                                            |           | Müslüm Doğan        | HDP                  |
| Ministre des Douanes et du Commerce                                                                                  |           | Cenap Aşçı          | Indépendant          |
| Ministre des Forêts et des Eaux                                                                                      |           | Veysel Eroğlu       | AKP                  |

### Remaniement du 22 septembre 2015
- Les nouveaux ministres sont indiqués en gras, ceux ayant changé d'attributions en italique.

| Fonction | Titulaire | Titulaire           | Parti       |
| --- | --------- | ------------------- | ----------- |
| Premier ministre |           | Ahmet Davutoğlu     | AKP         |
| Vice-Premier ministre Responsable du monde turc                                                                      |           | Tuğrul Türkeş       | Indépendant |
| Vice-Premier ministre Chargé de l'Économie, des Affaires bancaires et des Finances publiques                         |           | Cevdet Yılmaz       | AKP         |
| Vice-Premier ministre Porte-parole du gouvernement Chargé des Institutions et de la Radio-télévision de Turquie      |           | Yalçın Akdoğan      | AKP         |
| Vice-Premier ministre Chargé de la Lutte contre le terrorisme, des Droits de l'Homme et des Affaires nord-chypriotes |           | Numan Kurtulmuş     | AKP         |
| Ministre des Affaires étrangères                                                                                     |           | Feridun Sinirlioğlu | Indépendant |
| Ministre de l'Intérieur                                                                                              |           | Selami Altınok      | Indépendant |
| Ministre des Finances                                                                                                |           | Mehmet Şimşek       | AKP         |
| Ministre de la Justice                                                                                               |           | Kenan İpek          | Indépendant |
| Ministre de l'Énergie et des Ressources naturelles                                                                   |           | Ali Rıza Alaboyun   | Indépendant |
| Ministre de l'Alimentation, de l'Agriculture et de l'Élevage                                                         |           | Kudbettin Arzu      | Indépendant |
| Ministre de la Culture et du Tourisme                                                                                |           | Yalçın Topçu        | Indépendant |
| Ministre de la Santé                                                                                                 |           | Mehmet Müezzinoğlu  | AKP         |
| Ministre de l'Éducation nationale                                                                                    |           | Nabi Avcı           | AKP         |
| Ministre de la Défense nationale                                                                                     |           | Vecdi Gönül         | Indépendant |
| Ministre de la Science, de l'Industrie et de la Technologie                                                          |           | Fikri Işık          | AKP         |
| Ministre du Travail et de la Sécurité sociale                                                                        |           | Ahmet Erdem         | Indépendant |
| Ministre des Transports, de la Mer et des Communications                                                             |           | Feridun Bilgin      | Indépendant |
| Ministre de l'Environnement et de l'Urbanisme                                                                        |           | İdris Güllüce       | AKP         |
| Ministre de la Famille et de la Politique sociale                                                                    |           | Ayşen Gürcan        | Indépendant |
| Ministre des Affaires de l'Union européenne                                                                          |           | Beril Dedeoğlu      | Indépendant |
| Ministre de l'Économie                                                                                               |           | Nihat Zeybekci      | AKP         |
| Ministre de la Jeunesse et des Sports                                                                                |           | Akif Çağatay Kılıç  | AKP         |
| Ministre du Développement                                                                                            |           | Cüneyd Düzyol       | Indépendant |
| Ministre des Douanes et du Commerce                                                                                  |           | Cenap Aşçı          | Indépendant |
| Ministre des Forêts et des Eaux                                                                                      |           | Veysel Eroğlu       | AKP         |